# Missbrauch einer urteilsunfähigen oder zum Widerstand unfähigen Person (Schweiz)
Der Missbrauch einer urteilsunfähigen oder zum Widerstand unfähigen Person ist in der Schweiz eine im  Art. 191 des Strafgesetzbuches (StGB) definierte Straftat gegen die sexuelle Integrität. Bis 30. Juni 2024 wurde der Tatbestand als Schändung bezeichnet.

## Tatbestand
Der Tatbestand ist erfüllt, wenn der Täter an einer nicht urteilsfähigen oder nicht zum Widerstand fähigen Person in Kenntnis dieses Zustandes sexuelle Handlungen vornimmt. Dieser Zustand kann beispielsweise durch Rauschtrinken, durch Drogenkonsum oder durch Anästhetika verursacht sein, kann aber auch medizinische Ursachen wie Koma, Stupor, Lähmungen oder geistige Behinderungen haben.
Von diesem Tatbestand zu unterscheiden sind die Vergewaltigung gemäss Artikel 190 StGB und der sexuelle Übergriff bzw. die sexuelle Nötigung gemäss Artikel 189 StGB.
Die Tat kann nach Ermessen des Gerichts mit bis zu zehn Jahren Freiheits- oder mit Geldstrafe bestraft werden. 
Wird die Tat gemeinsam von mehreren Personen ausgeführt, so erhöht das Gericht die Strafe, darf jedoch das Höchstmass der angedrohten Strafe nicht um mehr als die Hälfte überschreiten (Artikel 200 StGB).